# Relais 4 × 400 mètres aux championnats du monde d'athlétisme
Pour un article plus général, voir Championnats du monde d'athlétisme.
Le relais 4 × 400 mètres fait partie des épreuves inscrites au programme des premiers championnats du monde d'athlétisme, en 1983, à Helsinki.
Les États-Unis détiennent le record de titres remportés avec 12 victoires dans les épreuves masculines et 10 victoires dans les épreuves féminines. Le relais américain masculin a été déchu de ses titres en 1997, 1999, 2001 et 2003 à la suite d'affaires de dopage.
Le record des championnats du monde appartient, chez les hommes, à l'équipe des États-Unis (Andrew Valmon, Quincy Watts, Harry Butch Reynolds et Michael Johnson) qui établit un nouveau record du monde en 2 min 54 s 29 le 22 août 1993 lors des Mondiaux de Stuttgart. Chez les femmes, le record des championnats appartient également à l'équipe américaine (Gwen Torrence, Maicel Malone-Wallace, Natasha Kaiser-Brown et Jearl Miles-Clark) dans le temps de 3 min 16 s 71, établi à cette même date lors de cette même compétition.
En 2019, le relais 4 × 400 mètres mixte est inscrit pour la première fois au programme des championnats du monde, à Doha.

#### 2007-2015

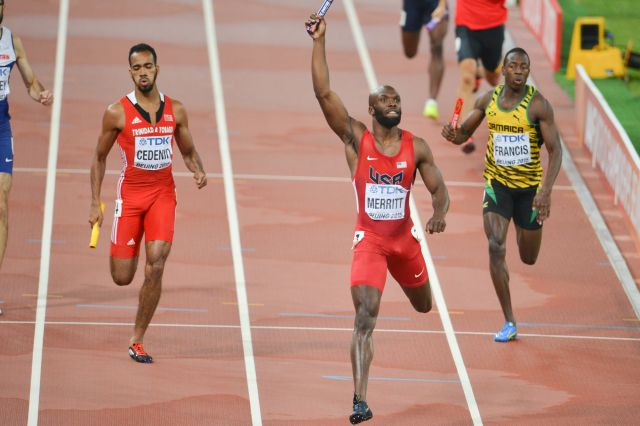
Finale du à Pékin en 2015.

## Éditions
| Années | 83 | 87 | 91 | 93 | 95 | 97 | 99 | 01 | 03 | 05 | 07 | 09 | 11 | 13 | 15 | 17 | 19 | 22 | 23 | Total |
| ------ | -- | -- | -- | -- | -- | -- | -- | -- | -- | -- | -- | -- | -- | -- | -- | -- | -- | -- | -- | ----- |
| Hommes | X  | X  | X  | X  | X  | X  | X  | X  | X  | X  | X  | X  | X  | X  | X  | X  | X  | X  | X  | 19    |
| Femmes | X  | X  | X  | X  | X  | X  | X  | X  | X  | X  | X  | X  | X  | X  | X  | X  | X  | X  | X  | 19    |
| Mixte  |    |    |    |    |    |    |    |    |    |    |    |    |    |    |    |    | X  | X  | X  | 3     |

## Hommes

### Historique

#### Depuis 2017

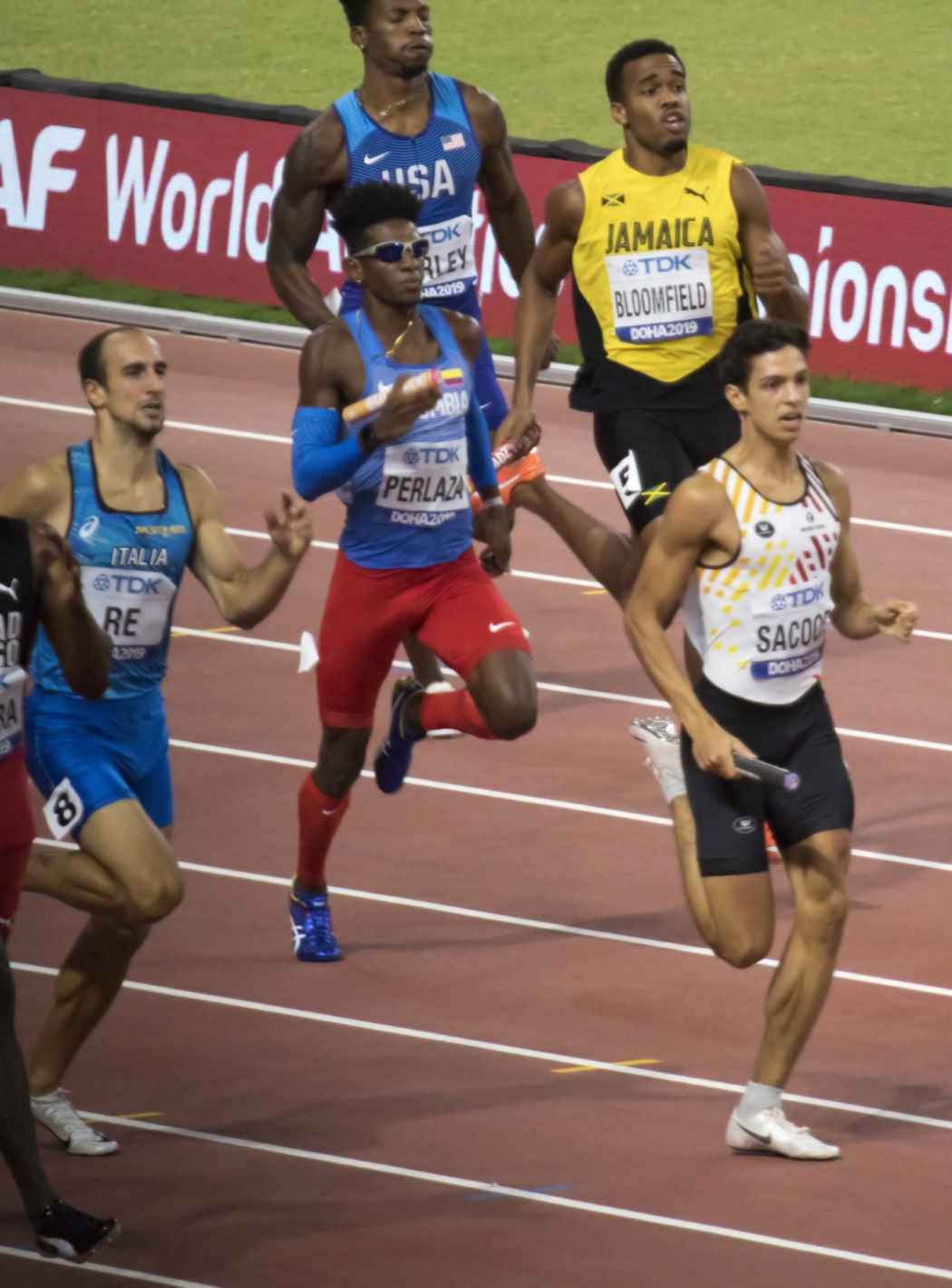
Finale du à Doha en 2019.

Lors du relais 4 × 400 mètres des championnats du monde 2017, à Londres, le tiercé est identique à celui de 2015 mais dans le désordre. L'équipe de Trinité-et-Tobago, qui alignent Jarrin Solomon, Jereem Richards, Machel Cedenio et Lalonde Gordon, s'imposent en 2 min 58 s 12 — meilleure performance mondiale de l'année et record national — et devancent les États-Unis (Wilbert London, Gil Roberts, Michael Cherry et Fred Kerley), deuxième en 2 min 58 s 61, et le Royaume-Uni (Matthew Hudson-Smith, Rabah Yousif, Dwayne Cowan et Martyn Rooney), troisième en 2 min 59 s 00. Lalonde Gordon dépasse Fred Kerley dans la dernière ligne droite alors que les États-Unis étaient en tête de la course depuis le départ. L'équipe de Belgique échoue au pied du podium pour 5/100e de seconde.
Deux ans plus tard en 2019 à Doha, la finale du 4 × 400 m est remportée par le relais américain, composé dans l'ordre de Fred Kerley, Michael Cherry, Wilbert London et Rai Benjamin, qui établit la meilleure performance mondiale de l'année en 2 min 56 s 69, signant le meilleur temps sur 4 × 400 m depuis 11 ans. La Jamaïque (Akeem Bloomfield, Nathon Allen, Terry Ricardo Thomas et Demish Gaye) est médaillée d'argent en 2 min 57 s 90 alors que l'équipe de Belgique (Jonathan Sacoor, Robin Vanderbemden, Dylan Borlée et Kévin Borlée) se classe troisième en 2 min 58 s 78 et obtient la première médaille de son histoire dans cette épreuve aux championnats du monde. L'équipe de Colombie, avec l'appui du dernier relayeur Anthony Zambrano, vice-champion du monde du 400 m quelques jours plus tôt, termine 4e de la finale en établissant un nouveau record national.
Aux championnats du monde 2022 à Eugene, les États-Unis (Elija Godwin, Michael Norman, champion du monde du 400 m quelques jours plus tôt, Bryce Deadmon et Champion Allison) conservent leur titre en s'imposant en 2 min 56 s 17, établissant la meilleure performance mondiale de l'année. La Jamaïque (Akeem Bloomfield, Nathon Allen, Jevaughn Powell et Christopher Taylor) remporte la médaille d'argent en 2 min 58 s 58, la Belgique décrochant une nouvelle médaille de bronze en 2 min 58 s 72 avec Dylan Borlée, Julien Watrin, Alexander Doom et Kévin Borlée. Quatrième de la finale, le Japon établit un nouveau record d'Asie en 2 min 59 s 51.
Les Etats-Unis conservent leur titre lors des Mondiaux 2023 à Budapest. Quincy Hall, Vernon Norwood, Justin Robinson et Rai Benjamin s'imposent dans le temps de 2 min 57 s 31 (meilleure performance mondiale de l'année), devant la France (Ludvy Vaillant, Gilles Biron, David Sombé et Téo Andant) qui établit un nouveau record de France en 2 min 58 s 45, et la Grande-Bretagne (Alex Haydock-Wilson, Charles Dobson, Lewis Davey et Rio Mitcham ) . En série, l'Inde établit un nouveau record d'Asie en 2 min 59 s 05 tandis que l'équipe du Botswana est disqualifiée en finale.

### Palmarès
| Édition | Or | Argent | Bronze                                                                                             |
| ------- | --- | --- | -------------------------------------------------------------------------------------------------- |
| 1983    | Union soviétique Sergey Lovachov Alexander Troschtschilo Nikolay Chernetsky Viktor Markin 3 min 0 s 79                                                       | Allemagne de l'Ouest Erwin Skamrahl Jörg Vaihinger Harald Schmid Hartmut Weber 3 min 1 s 83                    | Royaume-Uni Ainsley Bennett Garry Cook Todd Bennett Philip Brown 3 min 3 s 53                      |
| 1987    | États-Unis Danny Everett Roddie Haley Antonio McKay Harry Butch Reynolds 2 min 57 s 29                                                                       | Royaume-Uni Derek Redmond Kriss Akabusi Roger Black Philip Brown 2 min 58 s 86                                 | Cuba Leandro Peñalver Agustín Pavó Lazaro Martínez Roberto Hernández 2 min 59 s 16                 |
| 1991    | Royaume-Uni Roger Black Derek Redmond John Regis Kriss Akabusi 2 min 57 s 53                                                                                 | États-Unis Andrew Valmon Quincy Watts Danny Everett Antonio Pettigrew 2 min 57 s 57                            | Jamaïque Patrick O'Connor Devon Morris Winthrop Graham Seymour Fagan 3 min 0 s 10                  |
| 1993    | États-Unis Andrew Valmon Quincy Watts Harry Butch Reynolds Michael Johnson 2 min 54 s 29 (WR)                                                                | Kenya Kennedy Ochieng Simon Kemboi Abednego Matilu Samson Kitur 2 min 59 s 82                                  | Allemagne Rico Lieder Karsten Just Olaf Hense Thomas Schönlebe 2 min 59 s 99                       |
| 1995    | États-Unis Marlon Ramsey Derek Mills Harry Butch Reynolds Michael Johnson 2 min 57 s 32                                                                      | Jamaïque Michael McDonald Davian Clarke Danny McFarlane Gregory Haughton 2 min 59 s 88                         | Nigeria Udeme Ekpeyong Kunle Adejuyigbe Jude Monye Sunday Bada 3 min 3 s 18                        |
| 1997    | Royaume-Uni Iwan Thomas Roger Black Jamie Baulch Mark Richardson 2 min 56 s 65                                                                               | Jamaïque Michael McDonald Gregory Haughton Danny McFarlane Davian Clarke 2 min 56 s 75                         | Pologne Tomasz Czubak Piotr Rysiukiewicz Piotr Haczek Robert Mackowiak 3 min 0 s 26                |
| 1999    | Pologne Tomasz Czubak Robert Mackowiak Jacek Bocian Piotr Haczek 2 min 58 s 91                                                                               | Jamaïque Michael McDonald Gregory Haughton Danny McFarlane Davian Clarke 2 min 59 s 34                         | Afrique du Sud Jopie van Oudtshoorn Hendrik Mokganyetsi Adriaan Botha Arnaud Malherbe 3 min 0 s 20 |
| 2001    | Bahamas Avard Moncur Chris Brown Troy McIntosh Timothy Munnings 2 min 58 s 19                                                                                | Jamaïque Brandon Simpson Christopher Williams Gregory Haughton Danny McFarlane 2 min 58 s 39                   | Pologne Rafal Wieruszewski Piotr Haczek Piotr Dlugosielski Piotr Rysiukiewicz 2 min 59 s 71        |
| 2003    | France Leslie Djhone Naman Keïta Stéphane Diagana Marc Raquil 2 min 58 s 96                                                                                  | Jamaïque Brandon Simpson Danny McFarlane Davian Clarke Michael Blackwood 2 min 59 s 30                         | Bahamas Avard Moncur Dennis Darling Nathaniel McKinney Chris Brown 3 min 0 s 53                    |
| 2005    | États-Unis Andrew Rock Derrick Brew Darold Williamson Jeremy Wariner 2 min 56 s 91                                                                           | Bahamas Nathaniel McKinney Avard Moncur Andrae Williams Chris Brown 2 min 57 s 32                              | Jamaïque Sanjay Ayre Brandon Simpson Lansford Spence Davian Clarke 2 min 58 s 07                   |
| 2007    | États-Unis LaShawn Merritt Angelo Taylor Darold Williamson Jeremy Wariner 2 min 55 s 56                                                                      | Bahamas Avard Moncur Micheal Mathieu Andrae Williams Chris Brown 2 min 59 s 18                                 | Pologne Marek Plawgo Daniel Dąbrowski Marcin Marciniszyn Kacper Kozłowski 3 min 0 s 05             |
| 2009    | États-Unis Angelo Taylor Jeremy Wariner Kerron Clement LaShawn Merritt 2 min 57 s 86                                                                         | Royaume-Uni Conrad Williams Michael Bingham Robert Tobin Martyn Rooney 3 min 0 s 53                            | Australie John Steffensen Ben Offereins Tristan Thomas Sean Wroe 3 min 0 s 90                      |
| 2011    | États-Unis Greg Nixon Bershawn Jackson Angelo Taylor LaShawn Merritt 2 min 59 s 31                                                                           | Afrique du Sud Shane Victor Ofentse Mogawane Willem de Beer L. J. van Zyl 2 min 59 s 87                        | Jamaïque Allodin Fothergill Jermaine Gonzales Ryker Hylton Leford Green 3 min 0 s 10               |
| 2013    | États-Unis David Verburg Tony McQuay Arman Hall LaShawn Merritt 2 min 58 s 71                                                                                | Jamaïque Rusheen McDonald Edino Steele Omar Johnson Javon Francis 2 min 59 s 88                                | Royaume-Uni Conrad Williams Martyn Rooney Michael Bingham Nigel Levine 3 min 0 s 88                |
| 2015    | États-Unis David Verburg Tony McQuay Bryshon Nellum LaShawn Merritt 2 min 57 s 82                                                                            | Trinité-et-Tobago Renny Quow Lalonde Gordon Deon Lendore Machel Cedenio 2 min 58 s 20                          | Royaume-Uni Rabah Yousif Delano Williams Jarryd Dunn Martyn Rooney 2 min 58 s 51                   |
| 2017    | Trinité-et-Tobago Jarrin Solomon Jereem Richards Machel Cedenio Lalonde Gordon 2 min 58 s 12                                                                 | États-Unis Wilbert London III Gil Roberts Michael Cherry Fred Kerley 2 min 58 s 61                             | Royaume-Uni Matthew Hudson-Smith Dwayne Cowan Rabah Yousif Martyn Rooney 2 min 59 s 00             |
| 2019    | États-Unis Fred Kerley Michael Cherry Wilbert London III Rai Benjamin 2 min 56 s 69                                                                          | Jamaïque Akeem Bloomfield Nathon Allen Terry Ricardo Thomas Demish Gaye 2 min 57 s 90                          | Belgique Jonathan Sacoor Robin Vanderbemden Dylan Borlée Kevin Borlée 2 min 58 s 78                |
| 2022    | États-Unis Elija Godwin Michael Norman Bryce Deadmon Champion Allison 2 min 56 s 17                                                                          | Jamaïque Akeem Bloomfield Nathon Allen Jevaughn Powell Christopher Taylor 2 min 58 s 58                        | Belgique Dylan Borlée Julien Watrin Alexander Doom Kévin Borlée 2 min 58 s 72                      |
| 2023    | États-Unis Quincy Hall Vernon Norwood Justin Robinson Rai Benjamin 2 min 57 s 31 Participation aux séries : Trevor Bassitt Matthew Boling Christopher Bailey | France Ludvy Vaillant Gilles Biron David Sombé Téo Andant 2 min 58 s 45 Participation aux séries : Loïc Prévot | Grande-Bretagne Alex Haydock-Wilson Charles Dobson Lewis Davey Rio Mitcham 2 min 58 s 71           |

### Records des championnats
| Temps         | Pays             | Athlètes                                                                  | Lieu      | Date             | Record |
| ------------- | ---------------- | ------------------------------------------------------------------------- | --------- | ---------------- | ------ |
| 3 min 6 s 62  | États-Unis       | Alonzo Babers, Willie Smith, Andre Phillips, Michael Franks               | Helsinki  | 13 août 1983     |        |
| 3 min 2 s 13  | États-Unis       | Alonzo Babers, Sunder Nix, Willie Smith, Edwin Moses                      | Helsinki  | 13 août 1983     |        |
| 3 min 0 s 79  | Union soviétique | Sergey Lovachov, Aleksandr Troshchilo, Nikolay Chernetskiy, Viktor Markin | Helsinki  | 14 août 1983     |        |
| 2 min 59 s 06 | États-Unis       | Danny Everett, Michael Franks, Raymond Pierre, Antonio McKay              | Rome      | 5 septembre 1987 |        |
| 2 min 57 s 29 | États-Unis       | Danny Everett, Roddie Haley, Antonio McKay, Harry Butch Reynolds          | Rome      | 6 septembre 1987 |        |
| 2 min 54 s 29 | États-Unis       | Andrew Valmon, Quincy Watts, Harry Butch Reynolds, Michael Johnson        | Stuttgart | 22 août 1993     | WR     |

## Femmes

### Historique

#### Depuis 2017

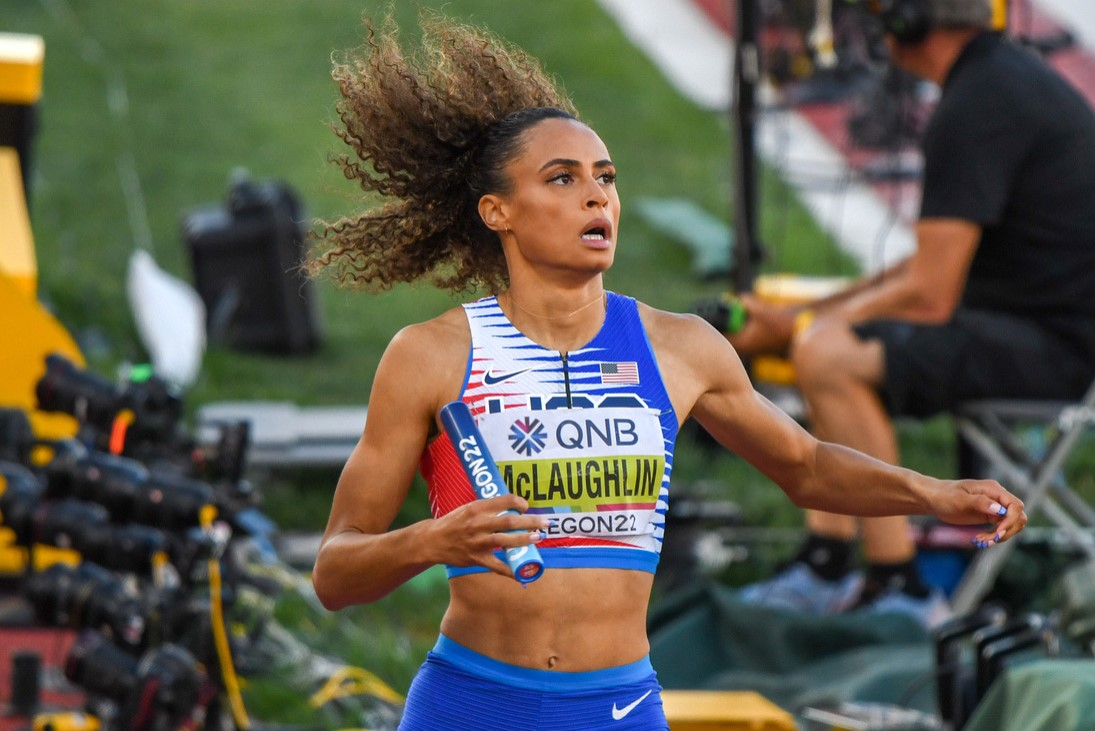
Sydney McLaughlin-Levrone à l'arrivée de la finale du féminin en 2022 à Eugene.

Lors des championnats du monde 2022 à Eugene, l'équipe américaine constituée de Talitha Diggs, Abby Steiner, Britton Wilson et Sydney McLaughlin, remporte le titre mondial. En 3 min 17 s 79, elle établit la meilleure performance mondiale de l'année et devance de près de trois secondes la Jamaïque (McLeod, Russell, McPherson et Young) et de près de cinq secondes la Grande-Bretagne (Ohuruogu, Yeargin, Knight et Nielsen). Médaillée d'or la veille, Abby Steiner devient la deuxième athlète féminine après sa compatriote Allyson Felix en 2017 à remporter les épreuves du 4 × 100 m et du 4 × 400 m lors d'un même championnat du monde.
Un an plus tard à Budapest, les athlètes américaines sont disqualifiées à l'issue des séries pour une bousculade au niveau du passage de témoins, et sont donc absentes du podium planétaire pour la première fois depuis 2005. En finale, la dernière relayeuse des Pays-Bas, Femke Bol, déjà titrée sur 400 m haies, offre la médaille d'or à son équipe après avoir dépassé le Royaume-Uni et la Jamaïque dans la dernière ligne droite. Les Néerlandaises (Saalberg, Klaver et Peeters) s'imposent en 3 min 20 s 72, juste devant les Jamaïcaines (McLeod, Russell, Pryce et Williams) et les Britanniques (Nielsen, Anning, Pipi et Yeargin). 

### Palmarès
| Édition | Or | Argent                                                                                                   | Bronze |
| ------- | --- | --- | --- |
| 1983    | Allemagne de l'Est Kerstin Walther Sabine Busch Marita Koch Dagmar Rübsam-Neubauer 3 min 19 s 73         | Tchécoslovaquie Taťána Kocembová Milena Strnadová Zuzana Moravčíková Jarmila Kratochvílová 3 min 20 s 32 | Union soviétique Yelena Didilenko-Korban Marina Ivanova-Kharlamova Irina Baskakova Mariya Pinigina 3 min 21 s 16 |
| 1987    | Allemagne de l'Est Dagmar Rübsam-Neubauer Kirsten Emmelmann Petra Müller Sabine Busch 3 min 18 s 63 (CR) | Union soviétique Aelita Yurchenko Olga Nazarova Mariya Pinigina Olga Bryzgina 3 min 19 s 50              | États-Unis Diane Dixon Denean Howard-Hill Valerie Brisco-Hooks Lillie Leatherwood 3 min 21 s 04                  |
| 1991    | Union soviétique Tatyana Ledovskaya Lyudmila Dzhigalova Olga Nazarova Olga Bryzgina 3 min 18 s 43 (CR)   | États-Unis Rochelle Stevens Diane Dixon Jearl Miles Lillie Leatherwood 3 min 20 s 15                     | Allemagne Uta Rohländer Katrin Krabbe Christine Wachtel Grit Breuer 3 min 21 s 25                                |
| 1993    | États-Unis Gwen Torrence Maicel Malone-Wallace Natasha Kaiser-Brown Jearl Miles 3 min 16 s 71 (CR)       | Russie Yelena Ruzina Tatyana Alekseyeva Margarita Khromova-Ponomaryova Irina Privalova 3 min 18 s 38     | Royaume-Uni Linda Keough Phylis Smith Tracy Goddard Sally Gunnell 3 min 23 s 41                                  |
| 1995    | États-Unis Kim Graham Rochelle Stevens Camara Jones Jearl Miles 3 min 22 s 29                            | Russie Tatyana Chebykina Svetlana Goncharenko Yuliya Sotnikova Yelena Andreyeva 3 min 23 s 98            | Australie Lee Naylor Renée Poetschka Melinda Gainsford-Taylor Cathy Freeman 3 min 25 s 88                        |
| 1997    | Allemagne Anke Feller Uta Rohländer Anja Rücker Grit Breuer 3 min 20 s 92                                | États-Unis Maicel Malone-Wallace Kim Graham Kim Batten Jearl Miles 3 min 21 s 03                         | Jamaïque Inez Turner Lorraine Graham Deon Hemmings Sandie Richards 3 min 21 s 30                                 |
| 1999    | Russie Tatyana Chebykina Svetlana Goncharenko Olga Kotlyarova Natalya Nazarova 3 min 21 s 98             | États-Unis Suziann Reid Maicel Malone-Wallace Michelle Collins Jearl Miles-Clark 3 min 22 s 09           | Allemagne Anke Feller Uta Rohländer Anja Rücker Grit Breuer 3 min 22 s 43                                        |
| 2001    | Jamaïque Sandie Richards Catherine Scott Debbie-Ann Parris Lorraine Fenton 3 min 20 s 65                 | Allemagne Florence Ekpo-Umoh Shanta Ghosh Claudia Marx Grit Breuer 3 min 21 s 97                         | Russie Irina Rosikhina Ioulia Petchenkina Anastasiya Kapachinskaya Olesya Zykina 3 min 24 s 92                   |
| 2003    | États-Unis Me'Lisa Barber Demetria Washington Jearl Miles-Clark Sanya Richards 3 min 22 s 63             | Russie Olesya Zykina Ioulia Petchenkina Anastasiya Kapachinskaya Natalya Nazarova 3 min 22 s 91          | Jamaïque Sandie Richards Allison Beckford Ronetta Smith Lorraine Fenton 3 min 22 s 92                            |
| 2005    | Russie Ioulia Petchenkina Olesya Krasnomovets Natalya Antyukh Svetlana Pospelova 3 min 20 s 95           | Jamaïque Shericka Williams Novlene Williams Ronetta Smith Lorraine Fenton 3 min 23 s 29                  | Royaume-Uni Lee McConnell Donna Fraser Nicola Sanders Christine Ohuruogu 3 min 24 s 44                           |
| 2007    | États-Unis DeeDee Trotter Allyson Felix Mary Wineberg Sanya Richards 3 min 18 s 55                       | Jamaïque Shericka Williams Shereefa Lloyd Davita Prendagast Novlene Williams 3 min 19 s 73               | Royaume-Uni Christine Ohuruogu Marilyn Okoro Lee McConnell Nicola Sanders 3 min 20 s 04                          |
| 2009    | États-Unis Debbie Dunn Allyson Felix Lashinda Demus Sanya Richards 3 min 17 s 83                         | Jamaïque Rosemarie Whyte Novlene Williams-Mills Shereefa Lloyd Shericka Williams 3 min 21 s 15           | Royaume-Uni Lee McConnell Christine Ohuruogu Vicki Barr Nicola Sanders 3 min 25 s 16                             |
| 2011    | États-Unis Sanya Richards Allyson Felix Jessica Beard Francena McCorory 3 min 18 s 09                    | Jamaïque Rosemarie Whyte Davita Prendergast Novlene Williams-Mills Shericka Williams 3 min 18 s 71       | Royaume-Uni Perri Shakes-Drayton Nicola Sanders Christine Ohuruogu Lee McConnell 3 min 23 s 63                   |
| 2013    | États-Unis Jessica Beard Natasha Hastings Ashley Spencer Francena McCorory 3 min 20 s 41                 | Royaume-Uni Eilidh Child Shana Cox Margaret Adeoye Christine Ohuruogu 3 min 22 s 61                      | France Marie Gayot Lénora Guion-Firmin Muriel Hurtis-Houairi Floria Guei 3 min 24 s 21                           |
| 2015    | Jamaïque Christine Day Shericka Jackson Stephenie Ann McPherson Novlene Williams-Mills 3 min 19 s 13     | États-Unis Sanya Richards-Ross Natasha Hastings Allyson Felix Francena McCorory 3 min 19 s 44            | Royaume-Uni Christine Ohuruogu Anyika Onuora Eilidh Child Seren Bundy-Davies 3 min 23 s 62                       |
| 2017    | États-Unis Quanera Hayes Allyson Felix Shakima Wimbley Phyllis Francis 3 min 19 s 02                     | Royaume-Uni Zoey Clark Laviai Nielsen Eilidh Doyle Emily Diamond 3 min 25 s 00                           | Pologne Małgorzata Hołub Iga Baumgart Aleksandra Gaworska Martyna Dąbrowska 3 min 25 s 41                        |
| 2019    | États-Unis Phyllis Francis Sydney McLaughlin Dalilah Muhammad Wadeline Jonathas 3 min 18 s 92            | Pologne Iga Baumgart Patrycja Wyciszkiewicz Małgorzata Hołub Justyna Swiety 3 min 21 s 89                | Jamaïque Anastasia Le-Roy Tiffany James Stephenie Ann McPherson Shericka Jackson 3 min 22 s 37                   |
| 2022    | États-Unis Talitha Diggs Abby Steiner Britton Wilson Sydney McLaughlin 3 min 17 s 79                     | Jamaïque Candice McLeod Janieve Russell Stephenie Ann McPherson Charokee Young 3 min 20 s 74             | Royaume-Uni Victoria Ohuruogu Nicole Yeargin Jessie Knight Laviai Nielsen 3 min 22 s 64                          |
| 2023    | Pays-Bas Eveline Saalberg Lieke Klaver Cathelijn Peeters Femke Bol 3 min 20 s 72                         | Jamaïque Candice McLeod Janieve Russell Nickisha Pryce Stacey-Ann Williams 3 min 20 s 88                 | Royaume-Uni Laviai Nielsen Amber Anning Ama Pipi Nicole Yeargin 3 min 21 s 04                                    |

### Records des championnats
| Temps         | Pays               | Athlètes                                                                      | Lieu      | Date               | Record |
| ------------- | ------------------ | ----------------------------------------------------------------------------- | --------- | ------------------ | ------ |
| 3 min 26 s 82 | États-Unis         | Roberta Belle, Easter Gabriel, Rosalyn Bryant, Denean Howard-Hill             | Helsinki  | 13 août 1983       |        |
| 3 min 19 s 73 | Allemagne de l'Est | Kerstin Walther, Sabine Busch, Marita Koch, Dagmar Neubauer                   | Helsinki  | 14 août 1983       |        |
| 3 min 18 s 63 | Allemagne de l'Est | Dagmar Neubauer, Kirsten Emmelmann, Petra Müller, Sabine Busch                | Rome      | 6 septembre 1987   |        |
| 3 min 18 s 43 | Union soviétique   | Tatyana Ledovskaya, Lyudmila Dzhigalova, Olga Nazarova, Olha Bryzhina         | Tokyo     | 1er septembre 1991 |        |
| 3 min 16 s 71 | États-Unis         | Gwen Torrence, Maicel Malone-Wallace, Natasha Kaiser-Brown, Jearl Miles-Clark | Stuttgart | 22 août 1993       |        |

## Mixte

### Depuis 2019

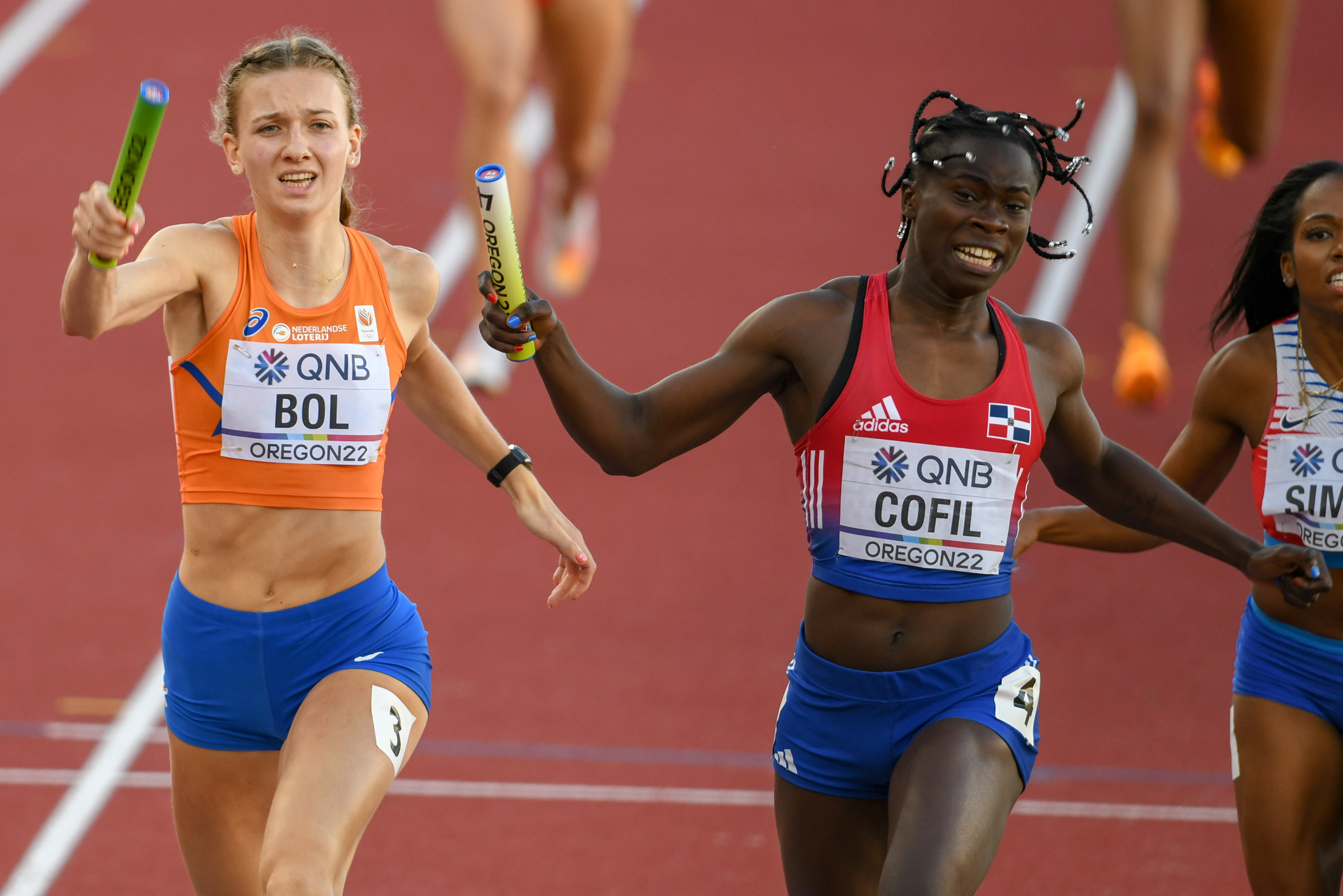
Arrivée de la finale du relais mixte en 2022 à Eugene, la Dominicaine Fiordaliza Cofil devance la Néerlandaise Femke Bol lors du dernier relais.

La finale du relais mixte des championnats du monde 2022 à  Eugene est remportée par l'équipe de République dominicaine (Lidio Andrés Feliz, Marileidy Paulino, Alexander Ogando et Fiordaliza Cofil). En 3 min 9 s 82, elle établit la meilleure performance mondiale de l'année ainsi qu'un nouveau record national en devançant de 8/100e de seconde l'équipe des Pays-Bas (Liemarvin Bonevacia, Lieke Klaver, Tony van Diepen et Femke Bol). En tête après les 3 premiers tours, les États-Unis terminent troisième de l'épreuve. Deuxième relayeuse de la finale, et pour ce qui constitue la dernière course de sa carrière en grand championnat, Allyson Felix remporte une 19e médaille mondiale.

### Palmarès
| Édition | Or | Argent                                                                            | Bronze                                                                                  |
| ------- | --- | --------------------------------------------------------------------------------- | --------------------------------------------------------------------------------------- |
| 2019    | États-Unis Wilbert London Allyson Felix Courtney Okolo Michael Cherry 3 min 9 s 34 (WR)                    | Jamaïque Nathon Allen Roneisha McGregor Tiffany James Javon Francis 3 min 11 s 78 | Bahreïn Musa Isah Aminat Yusuf Jamal Salwa Eid Naser Abbas Abubakar Abbas 3 min 11 s 82 |
| 2022    | République dominicaine Lidio Andrés Feliz Marileidy Paulino Alexander Ogando Fiordaliza Cofil 3 min 9 s 82 | Pays-Bas Liemarvin Bonevacia Lieke Klaver Tony van Diepen Femke Bol 3 min 9 s 90  | États-Unis Elija Godwin Allyson Felix Vernon Norwood Kennedy Simon 3 min 10 s 16        |
| 2023    | États-Unis Justin Robinson Rosey Effiong Matthew Boling Alexis Holmes 3 min 8 s 80 (WR)                    | Royaume-Uni Lewis Davey Laviai Nielsen Rio Mitcham Yemi Mary John 3 min 11 s 06   | Tchéquie Matěj Krsek Tereza Petržilková Patrik Šorm Lada Vondrová 3 min 11 s 98         |

### Records des championnats
| Temps         | Pays       | Athlètes                                                      | Lieu     | Date              | Record |
| ------------- | ---------- | ------------------------------------------------------------- | -------- | ----------------- | ------ |
| 3 min 12 s 42 | États-Unis | Tyrell Richard, Jessica Beard, Jasmine Blocker, Obi Igbokwe   | Doha     | 28 septembre 2019 | WR     |
| 3 min 9 s 34  | États-Unis | Wilbert London, Allyson Felix, Courtney Okolo, Michael Cherry | Doha     | 29 septembre 2019 | WR     |
| 3 min 8 s 80  | États-Unis | Justin Robinson, Rosey Effiong, Matthew Boling, Alexis Holmes | Budapest | 19 août 2023      | WR     |

## Tableau des médailles

### Hommes
| Rang            | Nation            | Or | Argent | Bronze | Total |
| --------------- | ----------------- | -- | ------ | ------ | ----- |
| 1               | États-Unis        | 10 | 2      | 0      | 12    |
| 2               | Royaume-Uni       | 2  | 2      | 3      | 7     |
| 3               | Bahamas           | 1  | 2      | 1      | 4     |
| 4               | Trinité-et-Tobago | 1  | 1      | 0      | 2     |
| 5               | Pologne           | 1  | 0      | 3      | 4     |
| Total 5 nations | Total 5 nations   | 15 | 7      | 7      | 29    |

### Femmes
| Rang            | Nation             | Or | Argent | Bronze | Total |
| --------------- | ------------------ | -- | ------ | ------ | ----- |
| 1               | États-Unis         | 9  | 4      | 1      | 14    |
| 2               | Russie (URSS)      | 3  | 3      | 2      | 8     |
| 3               | Jamaïque           | 2  | 5      | 3      | 10    |
| 4               | Allemagne de l'Est | 2  | 0      | 0      | 2     |
| 5               | Allemagne          | 1  | 1      | 2      | 4     |
| Total 5 nations | Total 5 nations    | 17 | 13     | 8      | 38    |

### Mixte
| Rang            | Nation                 | Or | Argent | Bronze | Total |
| --------------- | ---------------------- | -- | ------ | ------ | ----- |
| 1               | États-Unis             | 2  | 0      | 1      | 3     |
| 2               | République dominicaine | 1  | 0      | 0      | 1     |
| 3               | Jamaïque               | 0  | 1      | 0      | 1     |
| 3               | Pays-Bas               | 0  | 1      | 0      | 1     |
| 3               | Royaume-Uni            | 0  | 1      | 0      | 1     |
| Total 5 nations | Total 5 nations        | 3  | 3      | 1      | 7     |